# Jim Moran (basketballer)
James Timothy Moran (Syosset, 3 december 1978) is een Amerikaans-Iers basketbalcoach en voormalig basketballer.

## Carrière
Moran speelde collegebasketbal voor de William & Mary Tribe van 1997 tot 2001. In 2001 werd hij niet gekozen in de NBA draft en tekende daarop in de Spaanse eerste klasse bij CB Gran Canaria. Hij speelde de volgende tien seizoen bij de Spaanse club en won vijf keer de Trofeo Gobierno de Canarias. De club trok hierna zijn nummer 20 terug.
In november 2013 begon zijn coachingscarrière als player development coach bij de Maine Red Claws. Het seizoen erop werd hij associate video coordinator bij de Portland Trail Blazers. In 2015 werd hij gepromoveerd tot assistent-coach onder Terry Stotts en bleef coach tot aan zijn ontslag in 2021. Hij werd daarop assistent-coach bij de Detroit Pistons waar hij twee seizoen onder Dwane Casey stond. In 2023 werd hij hoofdcoach van de Rip City Remix in de NBA G League in hun eerste seizoen. Voor het seizoen 2024/25 werd hij assistent-coach onder Mike Brown bij de Sacramento Kings.

## Erelijst
- Trofeo Gobierno de Canarias: 2003, 2004, 2005, 2006, 2007
- Nummer 20 teruggetrokken door CB Gran Canaria